# Fagopyrum
El género Fagopyrum es una plantas con flores de la familia Polygonaceae, incluye dos importantes cultivos: Fagopyrum esculentum (conocido como "alforfón" o "trigo sarraceno") y Fagopyrum tataricum. Tienen similares usos y ambos están clasificados como pseudocereales, es decir, que son usados de la misma manera que los cereales pero no pertenecen a la familia Gramineae.
El Dr. David P. Miller, de la Universidad de San Diego preparó un escrito sobre el uso correcto del fagopyrum, su título, El Fagopyrum No es Malo.
Comprende 102 especies descritas y de estas solo 26 son aceptadas.

## Taxonomía
El género fue descrito por Mill. y publicado en The Gardeners Dictionary Abridged, fourth edition vol. 1. 1754. La especie tipo es: Fagopyrum esculentum Moench.  

## Especies aceptadas
A continuación se brinda un listado de las especies del género Fagopyrum aceptadas hasta abril de 2015, ordenadas alfabéticamente. Para cada una se indica el nombre binomial seguido del autor, abreviado según las convenciones y usos.	
- Fagopyrum acutatum (Lehm.) Mansf. ex K.Hammer
- Fagopyrum callianthum Ohnishi
- Fagopyrum capillatum Ohnishi
- Fagopyrum caudatum (Sam.) A.J.Li
- Fagopyrum crispatifolium J.L.Liu
- Fagopyrum densivillosum J.L.Liu
- Fagopyrum esculentum Moench
- Fagopyrum gilesii (Hemsl.) Hedberg
- Fagopyrum giraldii (Dammer & Diels) Haraldson
- Fagopyrum gracilipedoides Ohsako & Ohnishi
- Fagopyrum gracilipes (Hemsl.) Dammer
- Fagopyrum homotropicum Ohnishi
- Fagopyrum jinshaense Ohsako & Ohnishi
- Fagopyrum kashmirianum Munshi
- Fagopyrum ×kuntzei Beck
- Fagopyrum leptopodum (Diels) Hedberg
- Fagopyrum lineare (Sam.) Haraldson
- Fagopyrum macrocarpum Ohsako & Ohnishi
- Fagopyrum megacarpum H.Hara
- Fagopyrum pleioramosum Ohnishi
- Fagopyrum pugense T.Yu
- Fagopyrum rubrifolium Ohsako & Ohnishi
- Fagopyrum statice (H.Lév.) Gross
- Fagopyrum tataricum (L.) Gaertn.
- Fagopyrum urophyllum (Bureau & Franch.) Gross
- Fagopyrum zuogongense Q.F.Chen